# Wohn- und Wirtschaftsgebäude Peter-Springer-Straße 23
Das Wohn- und Wirtschaftsgebäude Peter-Springer-Straße 23 in der niedersächsischen Gemeinde Lamstedt-Ihlbeck, Samtgemeinde Börde Lamstedt, im Landkreis Cuxhaven stammt aus dem 19. Jahrhundert. Das Gebäude steht unter Denkmalschutz (siehe auch Liste der Baudenkmale in Lamstedt). Aktuell (2024) wird es als Wohnhaus und gewerblich (Kontor) genutzt.

## Geschichte und Beschreibung
Fünf Kilometer östlich vom Zentrum Lamstedts entstand ab 1846 die 1972 eingemeindete kleine Siedlung und ehemalige Moorkolonie Ihlbeck mit dem baumbestandenen Grundstück Peter-Springer-Straße 23.
Das eingeschossige giebelständige relativ niedrige Gebäude als Hallenhaus in Fachwerk mit Steinausfachungen und mit reetgedecktem Walm- (Wohngiebel) und Krüppelwalmdach wurde 1854 (Inschrift) gebaut. Der Wirtschaftsgiebel hat eine Groote Door mit Korbbogen, seitliche Stalltüren und ein Uhlenloch. An einer Seitenwand entstand ein störender kleiner Anbau.
Das Landesdenkmalamt befand u. a.: „… gehört damit zum Erstbestand der Siedlung … .“
In der Nähe steht das auch denkmalgeschützte Wohn- und Wirtschaftsgebäude Peter-Springer-Straße 15 von um 1880. Die Straße wurde nach dem langjährigen (1929–1946, 1948–1968) Bürgermeister von Ihlbeck, Peter Springer, benannt.